# Магльований Антон Іванович
Магльований Антон Іванович — солдат Збройних сил України, 95-а окрема аеромобільна бригада.

## З життєпису
На початку травня під Слов'янськом зазнав кульового поранення ніг. В Київському госпіталі біля Антона чергує його батько, два брати — на фронті. Станом на кінець липня 2014 року переніс 6 операцій, батьки збирають гроші для лікування за кордоном. Станом на 2018 рік — інструктор парашутно-десантної підготовки.

## Нагороди
26 липня 2014 року — за особисту мужність і героїзм, виявлені у захисті державного суверенітету та територіальної цілісності України, вірність військовій присязі під час російсько-української війни, відзначений — нагороджений орденом «За мужність» III ступеня.